# L.J.T. Grøn
Ludvig Jens Tønnes Grøn (født 14. august 1827 i København, død 27. september 1910 smst) var en dansk handelsmand.
Han var eneste søn af grosserer M.E. Grøn. Efter at have uddannet sig dels i Hamborg og Manchester, dels i faderens forretning indtrådte han 1852 som associé i denne og deltog i dens betydelige udvidelse. Fra faderens død (1872) var han eneindehaver af firmaet til 1879, i hvilket år hans søn M.C. Grøn optoges som associé. 1882 etablerede han en filial i Dundee. De særlige vilkår, hvorunder den danske manufakturhandel på grund af toldforholdene arbejdede, havde ført flere af denne forretnings større repræsentanter, således også Grøn, ind på en betydelig fabrikvirksomhed. I 1871 købte hans firma Randbøldal Klædefabrik ved Vejle og i 1881 et dampvæveri i København.
Grøn var medlem af Grosserersocietetets komité (siden 1867) og var fra 1868-74 medlem af Sø- og Handelsretten. Han deltog i stiftelsen af forskellige aktieselskaber, bl.a. Kjøbenhavns Handelsbank 1873, og tog del i forberedelsen og ledelsen af industriudstillingerne i København 1872 og 1888 såvel som af den danske deltagelse i forskellige internationale udstillinger. Endvidere var han medlem af forskellige regeringskommissioner vedrørende handelsforhold og af det internationale forretningsudvalg for indførelsen af en ensartet garnnummerering.
Han var formand i komitéen til opførelse af Industriudstillingsbygningen 1872, bestyrelsesmedlem i foreningen Det røde Kors 1875 og hovedkasserer for denne forening indtil 1903, medlem af komitéerne til opførelse af De Brockske Handelsskoler og Den engelske Kirke, medlem af Handelsbankens bestyrelsesråd og legatstifter. Han var Kommandør af 1. grad af Dannebrog og Dannebrogsmand.
I diskussionerne om toldforhold har han til forskellige tider deltaget. Han var medstifter af Frihandelsforeningen (1862) og medlem af dens bestyrelse. I senere år er han optrådt i stærkt protektionistisk retning. I en i 1890 udgivet redegørelse forsvarede han sin stilling og hævdede navnlig, at hvor man ikke kunne nå til absolut frihandel, måtte man holde på en stærk og effektiv beskyttelse, i det en moderat beskyttelse kun var en halv og svag forholdsregel, der skadede handelen uden at gavne industrien. Grøn ægtede 1852 Ada Curtois, datter af Peregrine Curtis af Witliam House, Lincolnshire.